# 콘트랄티스트
콘트랄티스트(contraltist)는 카스트라토 중에서 콘트랄토 음역을 낸다. 대표적으로는 피스토키노.니콜리노.세네시노 등이 있다. 현재 콘트랄티스트라는 말은 쓰이지 않고 카운터테너라고 한다.

## 대표적인 콘트랄티스트
- 피스토키노
- 니콜리노
- 세네시노
- 치파초
- 파키아로티

## 참고 자료
- 1.^Histoire des castrats